# Пугачёв, Сергей Тимофеевич
Сергей Тимофеевич Пугачёв (21 апреля 1920, Ачинск — 13 апреля 1991) — советский шахматный композитор, мастер спорта СССР по шахматной композиции, редактор отделов шахматной композиции в газетах, экономист.

## Биография
Родился 21 апреля 1920 года в Ачинске.
С 1939 опубликовал около 100 двух- и трёхходовых задач. На конкурсах удостоен свыше 60 отличий, в том числе 40 призов (15 — первых). Финалист 8 личных чемпионатов СССР (1952—1987): 10-й чемпионат (1971) — 5-е место (трёхходовки), 3-й (1952) и 4-й (1955) — 6-е место. Чемпион РСФСР по трёхходовкам (1972)
1971 год — мастер спорта СССР по шахматной композиции
С 1973 — редактор отделов шахматной композиции в газете «Красноярский комсомолец»
С 1982 — редактор отделов шахматной композиции в газете «Красноярский рабочий».
Рейтинг в Альбомах ФИДЕ на 24 августа 2023 года — 17 баллов.
Умер 13 апреля 1991 года

## Творчество
|   | a | b | c | d | e | f | g | h |   |
| - | --- | --- | --- | --- | --- | --- | --- | --- | - |
| 8 | a8 белый слон · c8 белый конь · c7 чёрный ферзь · e7 чёрный конь · a6 чёрная пешка · g5 белый ферзь · h5 белый король · a4 белая пешка · b4 белый слон · c4 чёрный король · d4 белая пешка · h3 чёрная пешка · b2 белая ладья · d2 белая ладья | a8 белый слон · c8 белый конь · c7 чёрный ферзь · e7 чёрный конь · a6 чёрная пешка · g5 белый ферзь · h5 белый король · a4 белая пешка · b4 белый слон · c4 чёрный король · d4 белая пешка · h3 чёрная пешка · b2 белая ладья · d2 белая ладья | a8 белый слон · c8 белый конь · c7 чёрный ферзь · e7 чёрный конь · a6 чёрная пешка · g5 белый ферзь · h5 белый король · a4 белая пешка · b4 белый слон · c4 чёрный король · d4 белая пешка · h3 чёрная пешка · b2 белая ладья · d2 белая ладья | a8 белый слон · c8 белый конь · c7 чёрный ферзь · e7 чёрный конь · a6 чёрная пешка · g5 белый ферзь · h5 белый король · a4 белая пешка · b4 белый слон · c4 чёрный король · d4 белая пешка · h3 чёрная пешка · b2 белая ладья · d2 белая ладья | a8 белый слон · c8 белый конь · c7 чёрный ферзь · e7 чёрный конь · a6 чёрная пешка · g5 белый ферзь · h5 белый король · a4 белая пешка · b4 белый слон · c4 чёрный король · d4 белая пешка · h3 чёрная пешка · b2 белая ладья · d2 белая ладья | a8 белый слон · c8 белый конь · c7 чёрный ферзь · e7 чёрный конь · a6 чёрная пешка · g5 белый ферзь · h5 белый король · a4 белая пешка · b4 белый слон · c4 чёрный король · d4 белая пешка · h3 чёрная пешка · b2 белая ладья · d2 белая ладья | a8 белый слон · c8 белый конь · c7 чёрный ферзь · e7 чёрный конь · a6 чёрная пешка · g5 белый ферзь · h5 белый король · a4 белая пешка · b4 белый слон · c4 чёрный король · d4 белая пешка · h3 чёрная пешка · b2 белая ладья · d2 белая ладья | a8 белый слон · c8 белый конь · c7 чёрный ферзь · e7 чёрный конь · a6 чёрная пешка · g5 белый ферзь · h5 белый король · a4 белая пешка · b4 белый слон · c4 чёрный король · d4 белая пешка · h3 чёрная пешка · b2 белая ладья · d2 белая ладья | 8 |
| 7 | a8 белый слон · c8 белый конь · c7 чёрный ферзь · e7 чёрный конь · a6 чёрная пешка · g5 белый ферзь · h5 белый король · a4 белая пешка · b4 белый слон · c4 чёрный король · d4 белая пешка · h3 чёрная пешка · b2 белая ладья · d2 белая ладья | a8 белый слон · c8 белый конь · c7 чёрный ферзь · e7 чёрный конь · a6 чёрная пешка · g5 белый ферзь · h5 белый король · a4 белая пешка · b4 белый слон · c4 чёрный король · d4 белая пешка · h3 чёрная пешка · b2 белая ладья · d2 белая ладья | a8 белый слон · c8 белый конь · c7 чёрный ферзь · e7 чёрный конь · a6 чёрная пешка · g5 белый ферзь · h5 белый король · a4 белая пешка · b4 белый слон · c4 чёрный король · d4 белая пешка · h3 чёрная пешка · b2 белая ладья · d2 белая ладья | a8 белый слон · c8 белый конь · c7 чёрный ферзь · e7 чёрный конь · a6 чёрная пешка · g5 белый ферзь · h5 белый король · a4 белая пешка · b4 белый слон · c4 чёрный король · d4 белая пешка · h3 чёрная пешка · b2 белая ладья · d2 белая ладья | a8 белый слон · c8 белый конь · c7 чёрный ферзь · e7 чёрный конь · a6 чёрная пешка · g5 белый ферзь · h5 белый король · a4 белая пешка · b4 белый слон · c4 чёрный король · d4 белая пешка · h3 чёрная пешка · b2 белая ладья · d2 белая ладья | a8 белый слон · c8 белый конь · c7 чёрный ферзь · e7 чёрный конь · a6 чёрная пешка · g5 белый ферзь · h5 белый король · a4 белая пешка · b4 белый слон · c4 чёрный король · d4 белая пешка · h3 чёрная пешка · b2 белая ладья · d2 белая ладья | a8 белый слон · c8 белый конь · c7 чёрный ферзь · e7 чёрный конь · a6 чёрная пешка · g5 белый ферзь · h5 белый король · a4 белая пешка · b4 белый слон · c4 чёрный король · d4 белая пешка · h3 чёрная пешка · b2 белая ладья · d2 белая ладья | a8 белый слон · c8 белый конь · c7 чёрный ферзь · e7 чёрный конь · a6 чёрная пешка · g5 белый ферзь · h5 белый король · a4 белая пешка · b4 белый слон · c4 чёрный король · d4 белая пешка · h3 чёрная пешка · b2 белая ладья · d2 белая ладья | 7 |
| 6 | a8 белый слон · c8 белый конь · c7 чёрный ферзь · e7 чёрный конь · a6 чёрная пешка · g5 белый ферзь · h5 белый король · a4 белая пешка · b4 белый слон · c4 чёрный король · d4 белая пешка · h3 чёрная пешка · b2 белая ладья · d2 белая ладья | a8 белый слон · c8 белый конь · c7 чёрный ферзь · e7 чёрный конь · a6 чёрная пешка · g5 белый ферзь · h5 белый король · a4 белая пешка · b4 белый слон · c4 чёрный король · d4 белая пешка · h3 чёрная пешка · b2 белая ладья · d2 белая ладья | a8 белый слон · c8 белый конь · c7 чёрный ферзь · e7 чёрный конь · a6 чёрная пешка · g5 белый ферзь · h5 белый король · a4 белая пешка · b4 белый слон · c4 чёрный король · d4 белая пешка · h3 чёрная пешка · b2 белая ладья · d2 белая ладья | a8 белый слон · c8 белый конь · c7 чёрный ферзь · e7 чёрный конь · a6 чёрная пешка · g5 белый ферзь · h5 белый король · a4 белая пешка · b4 белый слон · c4 чёрный король · d4 белая пешка · h3 чёрная пешка · b2 белая ладья · d2 белая ладья | a8 белый слон · c8 белый конь · c7 чёрный ферзь · e7 чёрный конь · a6 чёрная пешка · g5 белый ферзь · h5 белый король · a4 белая пешка · b4 белый слон · c4 чёрный король · d4 белая пешка · h3 чёрная пешка · b2 белая ладья · d2 белая ладья | a8 белый слон · c8 белый конь · c7 чёрный ферзь · e7 чёрный конь · a6 чёрная пешка · g5 белый ферзь · h5 белый король · a4 белая пешка · b4 белый слон · c4 чёрный король · d4 белая пешка · h3 чёрная пешка · b2 белая ладья · d2 белая ладья | a8 белый слон · c8 белый конь · c7 чёрный ферзь · e7 чёрный конь · a6 чёрная пешка · g5 белый ферзь · h5 белый король · a4 белая пешка · b4 белый слон · c4 чёрный король · d4 белая пешка · h3 чёрная пешка · b2 белая ладья · d2 белая ладья | a8 белый слон · c8 белый конь · c7 чёрный ферзь · e7 чёрный конь · a6 чёрная пешка · g5 белый ферзь · h5 белый король · a4 белая пешка · b4 белый слон · c4 чёрный король · d4 белая пешка · h3 чёрная пешка · b2 белая ладья · d2 белая ладья | 6 |
| 5 | a8 белый слон · c8 белый конь · c7 чёрный ферзь · e7 чёрный конь · a6 чёрная пешка · g5 белый ферзь · h5 белый король · a4 белая пешка · b4 белый слон · c4 чёрный король · d4 белая пешка · h3 чёрная пешка · b2 белая ладья · d2 белая ладья | a8 белый слон · c8 белый конь · c7 чёрный ферзь · e7 чёрный конь · a6 чёрная пешка · g5 белый ферзь · h5 белый король · a4 белая пешка · b4 белый слон · c4 чёрный король · d4 белая пешка · h3 чёрная пешка · b2 белая ладья · d2 белая ладья | a8 белый слон · c8 белый конь · c7 чёрный ферзь · e7 чёрный конь · a6 чёрная пешка · g5 белый ферзь · h5 белый король · a4 белая пешка · b4 белый слон · c4 чёрный король · d4 белая пешка · h3 чёрная пешка · b2 белая ладья · d2 белая ладья | a8 белый слон · c8 белый конь · c7 чёрный ферзь · e7 чёрный конь · a6 чёрная пешка · g5 белый ферзь · h5 белый король · a4 белая пешка · b4 белый слон · c4 чёрный король · d4 белая пешка · h3 чёрная пешка · b2 белая ладья · d2 белая ладья | a8 белый слон · c8 белый конь · c7 чёрный ферзь · e7 чёрный конь · a6 чёрная пешка · g5 белый ферзь · h5 белый король · a4 белая пешка · b4 белый слон · c4 чёрный король · d4 белая пешка · h3 чёрная пешка · b2 белая ладья · d2 белая ладья | a8 белый слон · c8 белый конь · c7 чёрный ферзь · e7 чёрный конь · a6 чёрная пешка · g5 белый ферзь · h5 белый король · a4 белая пешка · b4 белый слон · c4 чёрный король · d4 белая пешка · h3 чёрная пешка · b2 белая ладья · d2 белая ладья | a8 белый слон · c8 белый конь · c7 чёрный ферзь · e7 чёрный конь · a6 чёрная пешка · g5 белый ферзь · h5 белый король · a4 белая пешка · b4 белый слон · c4 чёрный король · d4 белая пешка · h3 чёрная пешка · b2 белая ладья · d2 белая ладья | a8 белый слон · c8 белый конь · c7 чёрный ферзь · e7 чёрный конь · a6 чёрная пешка · g5 белый ферзь · h5 белый король · a4 белая пешка · b4 белый слон · c4 чёрный король · d4 белая пешка · h3 чёрная пешка · b2 белая ладья · d2 белая ладья | 5 |
| 4 | a8 белый слон · c8 белый конь · c7 чёрный ферзь · e7 чёрный конь · a6 чёрная пешка · g5 белый ферзь · h5 белый король · a4 белая пешка · b4 белый слон · c4 чёрный король · d4 белая пешка · h3 чёрная пешка · b2 белая ладья · d2 белая ладья | a8 белый слон · c8 белый конь · c7 чёрный ферзь · e7 чёрный конь · a6 чёрная пешка · g5 белый ферзь · h5 белый король · a4 белая пешка · b4 белый слон · c4 чёрный король · d4 белая пешка · h3 чёрная пешка · b2 белая ладья · d2 белая ладья | a8 белый слон · c8 белый конь · c7 чёрный ферзь · e7 чёрный конь · a6 чёрная пешка · g5 белый ферзь · h5 белый король · a4 белая пешка · b4 белый слон · c4 чёрный король · d4 белая пешка · h3 чёрная пешка · b2 белая ладья · d2 белая ладья | a8 белый слон · c8 белый конь · c7 чёрный ферзь · e7 чёрный конь · a6 чёрная пешка · g5 белый ферзь · h5 белый король · a4 белая пешка · b4 белый слон · c4 чёрный король · d4 белая пешка · h3 чёрная пешка · b2 белая ладья · d2 белая ладья | a8 белый слон · c8 белый конь · c7 чёрный ферзь · e7 чёрный конь · a6 чёрная пешка · g5 белый ферзь · h5 белый король · a4 белая пешка · b4 белый слон · c4 чёрный король · d4 белая пешка · h3 чёрная пешка · b2 белая ладья · d2 белая ладья | a8 белый слон · c8 белый конь · c7 чёрный ферзь · e7 чёрный конь · a6 чёрная пешка · g5 белый ферзь · h5 белый король · a4 белая пешка · b4 белый слон · c4 чёрный король · d4 белая пешка · h3 чёрная пешка · b2 белая ладья · d2 белая ладья | a8 белый слон · c8 белый конь · c7 чёрный ферзь · e7 чёрный конь · a6 чёрная пешка · g5 белый ферзь · h5 белый король · a4 белая пешка · b4 белый слон · c4 чёрный король · d4 белая пешка · h3 чёрная пешка · b2 белая ладья · d2 белая ладья | a8 белый слон · c8 белый конь · c7 чёрный ферзь · e7 чёрный конь · a6 чёрная пешка · g5 белый ферзь · h5 белый король · a4 белая пешка · b4 белый слон · c4 чёрный король · d4 белая пешка · h3 чёрная пешка · b2 белая ладья · d2 белая ладья | 4 |
| 3 | a8 белый слон · c8 белый конь · c7 чёрный ферзь · e7 чёрный конь · a6 чёрная пешка · g5 белый ферзь · h5 белый король · a4 белая пешка · b4 белый слон · c4 чёрный король · d4 белая пешка · h3 чёрная пешка · b2 белая ладья · d2 белая ладья | a8 белый слон · c8 белый конь · c7 чёрный ферзь · e7 чёрный конь · a6 чёрная пешка · g5 белый ферзь · h5 белый король · a4 белая пешка · b4 белый слон · c4 чёрный король · d4 белая пешка · h3 чёрная пешка · b2 белая ладья · d2 белая ладья | a8 белый слон · c8 белый конь · c7 чёрный ферзь · e7 чёрный конь · a6 чёрная пешка · g5 белый ферзь · h5 белый король · a4 белая пешка · b4 белый слон · c4 чёрный король · d4 белая пешка · h3 чёрная пешка · b2 белая ладья · d2 белая ладья | a8 белый слон · c8 белый конь · c7 чёрный ферзь · e7 чёрный конь · a6 чёрная пешка · g5 белый ферзь · h5 белый король · a4 белая пешка · b4 белый слон · c4 чёрный король · d4 белая пешка · h3 чёрная пешка · b2 белая ладья · d2 белая ладья | a8 белый слон · c8 белый конь · c7 чёрный ферзь · e7 чёрный конь · a6 чёрная пешка · g5 белый ферзь · h5 белый король · a4 белая пешка · b4 белый слон · c4 чёрный король · d4 белая пешка · h3 чёрная пешка · b2 белая ладья · d2 белая ладья | a8 белый слон · c8 белый конь · c7 чёрный ферзь · e7 чёрный конь · a6 чёрная пешка · g5 белый ферзь · h5 белый король · a4 белая пешка · b4 белый слон · c4 чёрный король · d4 белая пешка · h3 чёрная пешка · b2 белая ладья · d2 белая ладья | a8 белый слон · c8 белый конь · c7 чёрный ферзь · e7 чёрный конь · a6 чёрная пешка · g5 белый ферзь · h5 белый король · a4 белая пешка · b4 белый слон · c4 чёрный король · d4 белая пешка · h3 чёрная пешка · b2 белая ладья · d2 белая ладья | a8 белый слон · c8 белый конь · c7 чёрный ферзь · e7 чёрный конь · a6 чёрная пешка · g5 белый ферзь · h5 белый король · a4 белая пешка · b4 белый слон · c4 чёрный король · d4 белая пешка · h3 чёрная пешка · b2 белая ладья · d2 белая ладья | 3 |
| 2 | a8 белый слон · c8 белый конь · c7 чёрный ферзь · e7 чёрный конь · a6 чёрная пешка · g5 белый ферзь · h5 белый король · a4 белая пешка · b4 белый слон · c4 чёрный король · d4 белая пешка · h3 чёрная пешка · b2 белая ладья · d2 белая ладья | a8 белый слон · c8 белый конь · c7 чёрный ферзь · e7 чёрный конь · a6 чёрная пешка · g5 белый ферзь · h5 белый король · a4 белая пешка · b4 белый слон · c4 чёрный король · d4 белая пешка · h3 чёрная пешка · b2 белая ладья · d2 белая ладья | a8 белый слон · c8 белый конь · c7 чёрный ферзь · e7 чёрный конь · a6 чёрная пешка · g5 белый ферзь · h5 белый король · a4 белая пешка · b4 белый слон · c4 чёрный король · d4 белая пешка · h3 чёрная пешка · b2 белая ладья · d2 белая ладья | a8 белый слон · c8 белый конь · c7 чёрный ферзь · e7 чёрный конь · a6 чёрная пешка · g5 белый ферзь · h5 белый король · a4 белая пешка · b4 белый слон · c4 чёрный король · d4 белая пешка · h3 чёрная пешка · b2 белая ладья · d2 белая ладья | a8 белый слон · c8 белый конь · c7 чёрный ферзь · e7 чёрный конь · a6 чёрная пешка · g5 белый ферзь · h5 белый король · a4 белая пешка · b4 белый слон · c4 чёрный король · d4 белая пешка · h3 чёрная пешка · b2 белая ладья · d2 белая ладья | a8 белый слон · c8 белый конь · c7 чёрный ферзь · e7 чёрный конь · a6 чёрная пешка · g5 белый ферзь · h5 белый король · a4 белая пешка · b4 белый слон · c4 чёрный король · d4 белая пешка · h3 чёрная пешка · b2 белая ладья · d2 белая ладья | a8 белый слон · c8 белый конь · c7 чёрный ферзь · e7 чёрный конь · a6 чёрная пешка · g5 белый ферзь · h5 белый король · a4 белая пешка · b4 белый слон · c4 чёрный король · d4 белая пешка · h3 чёрная пешка · b2 белая ладья · d2 белая ладья | a8 белый слон · c8 белый конь · c7 чёрный ферзь · e7 чёрный конь · a6 чёрная пешка · g5 белый ферзь · h5 белый король · a4 белая пешка · b4 белый слон · c4 чёрный король · d4 белая пешка · h3 чёрная пешка · b2 белая ладья · d2 белая ладья | 2 |
| 1 | a8 белый слон · c8 белый конь · c7 чёрный ферзь · e7 чёрный конь · a6 чёрная пешка · g5 белый ферзь · h5 белый король · a4 белая пешка · b4 белый слон · c4 чёрный король · d4 белая пешка · h3 чёрная пешка · b2 белая ладья · d2 белая ладья | a8 белый слон · c8 белый конь · c7 чёрный ферзь · e7 чёрный конь · a6 чёрная пешка · g5 белый ферзь · h5 белый король · a4 белая пешка · b4 белый слон · c4 чёрный король · d4 белая пешка · h3 чёрная пешка · b2 белая ладья · d2 белая ладья | a8 белый слон · c8 белый конь · c7 чёрный ферзь · e7 чёрный конь · a6 чёрная пешка · g5 белый ферзь · h5 белый король · a4 белая пешка · b4 белый слон · c4 чёрный король · d4 белая пешка · h3 чёрная пешка · b2 белая ладья · d2 белая ладья | a8 белый слон · c8 белый конь · c7 чёрный ферзь · e7 чёрный конь · a6 чёрная пешка · g5 белый ферзь · h5 белый король · a4 белая пешка · b4 белый слон · c4 чёрный король · d4 белая пешка · h3 чёрная пешка · b2 белая ладья · d2 белая ладья | a8 белый слон · c8 белый конь · c7 чёрный ферзь · e7 чёрный конь · a6 чёрная пешка · g5 белый ферзь · h5 белый король · a4 белая пешка · b4 белый слон · c4 чёрный король · d4 белая пешка · h3 чёрная пешка · b2 белая ладья · d2 белая ладья | a8 белый слон · c8 белый конь · c7 чёрный ферзь · e7 чёрный конь · a6 чёрная пешка · g5 белый ферзь · h5 белый король · a4 белая пешка · b4 белый слон · c4 чёрный король · d4 белая пешка · h3 чёрная пешка · b2 белая ладья · d2 белая ладья | a8 белый слон · c8 белый конь · c7 чёрный ферзь · e7 чёрный конь · a6 чёрная пешка · g5 белый ферзь · h5 белый король · a4 белая пешка · b4 белый слон · c4 чёрный король · d4 белая пешка · h3 чёрная пешка · b2 белая ладья · d2 белая ладья | a8 белый слон · c8 белый конь · c7 чёрный ферзь · e7 чёрный конь · a6 чёрная пешка · g5 белый ферзь · h5 белый король · a4 белая пешка · b4 белый слон · c4 чёрный король · d4 белая пешка · h3 чёрная пешка · b2 белая ладья · d2 белая ладья | 1 |
|   | a | b | c | d | e | f | g | h |   |

Мат в 2 хода
Ложный след: 1.Лd1? угроза 2.Фс1#

1...Фс5 2.Ф:c5#

1...Фe5 2.Kb6#

1...Фa5 2.Kd6#
Решение: 1.Фg4! угроза 2.Фe2#

1...Фс5+ 2.dc#

1...Фe5+ 2.de#

1...Фa5+ 2.d5#

(1...Фh2/g3 2.Kb6#, 1...Kc6 2.Фe6#)
Перемена трёх вариантов со связыванием белого ферзя на три шаха. 
|   | a | b | c | d | e | f | g | h |   |
| - | --- | --- | --- | --- | --- | --- | --- | --- | - |
| 8 | b8 белый конь · f8 чёрная ладья · h8 чёрный слон · a7 белый король · b7 белая пешка · e7 белый конь · g7 чёрный ферзь · f6 белая пешка · g6 белая ладья · d5 чёрная пешка · e5 белая пешка · g5 чёрная пешка · a4 белый слон · c4 чёрный король · g4 чёрная пешка · a3 белый слон · f3 чёрная ладья · g3 белая ладья · a2 чёрный слон · e2 белая пешка · a1 белый ферзь | b8 белый конь · f8 чёрная ладья · h8 чёрный слон · a7 белый король · b7 белая пешка · e7 белый конь · g7 чёрный ферзь · f6 белая пешка · g6 белая ладья · d5 чёрная пешка · e5 белая пешка · g5 чёрная пешка · a4 белый слон · c4 чёрный король · g4 чёрная пешка · a3 белый слон · f3 чёрная ладья · g3 белая ладья · a2 чёрный слон · e2 белая пешка · a1 белый ферзь | b8 белый конь · f8 чёрная ладья · h8 чёрный слон · a7 белый король · b7 белая пешка · e7 белый конь · g7 чёрный ферзь · f6 белая пешка · g6 белая ладья · d5 чёрная пешка · e5 белая пешка · g5 чёрная пешка · a4 белый слон · c4 чёрный король · g4 чёрная пешка · a3 белый слон · f3 чёрная ладья · g3 белая ладья · a2 чёрный слон · e2 белая пешка · a1 белый ферзь | b8 белый конь · f8 чёрная ладья · h8 чёрный слон · a7 белый король · b7 белая пешка · e7 белый конь · g7 чёрный ферзь · f6 белая пешка · g6 белая ладья · d5 чёрная пешка · e5 белая пешка · g5 чёрная пешка · a4 белый слон · c4 чёрный король · g4 чёрная пешка · a3 белый слон · f3 чёрная ладья · g3 белая ладья · a2 чёрный слон · e2 белая пешка · a1 белый ферзь | b8 белый конь · f8 чёрная ладья · h8 чёрный слон · a7 белый король · b7 белая пешка · e7 белый конь · g7 чёрный ферзь · f6 белая пешка · g6 белая ладья · d5 чёрная пешка · e5 белая пешка · g5 чёрная пешка · a4 белый слон · c4 чёрный король · g4 чёрная пешка · a3 белый слон · f3 чёрная ладья · g3 белая ладья · a2 чёрный слон · e2 белая пешка · a1 белый ферзь | b8 белый конь · f8 чёрная ладья · h8 чёрный слон · a7 белый король · b7 белая пешка · e7 белый конь · g7 чёрный ферзь · f6 белая пешка · g6 белая ладья · d5 чёрная пешка · e5 белая пешка · g5 чёрная пешка · a4 белый слон · c4 чёрный король · g4 чёрная пешка · a3 белый слон · f3 чёрная ладья · g3 белая ладья · a2 чёрный слон · e2 белая пешка · a1 белый ферзь | b8 белый конь · f8 чёрная ладья · h8 чёрный слон · a7 белый король · b7 белая пешка · e7 белый конь · g7 чёрный ферзь · f6 белая пешка · g6 белая ладья · d5 чёрная пешка · e5 белая пешка · g5 чёрная пешка · a4 белый слон · c4 чёрный король · g4 чёрная пешка · a3 белый слон · f3 чёрная ладья · g3 белая ладья · a2 чёрный слон · e2 белая пешка · a1 белый ферзь | b8 белый конь · f8 чёрная ладья · h8 чёрный слон · a7 белый король · b7 белая пешка · e7 белый конь · g7 чёрный ферзь · f6 белая пешка · g6 белая ладья · d5 чёрная пешка · e5 белая пешка · g5 чёрная пешка · a4 белый слон · c4 чёрный король · g4 чёрная пешка · a3 белый слон · f3 чёрная ладья · g3 белая ладья · a2 чёрный слон · e2 белая пешка · a1 белый ферзь | 8 |
| 7 | b8 белый конь · f8 чёрная ладья · h8 чёрный слон · a7 белый король · b7 белая пешка · e7 белый конь · g7 чёрный ферзь · f6 белая пешка · g6 белая ладья · d5 чёрная пешка · e5 белая пешка · g5 чёрная пешка · a4 белый слон · c4 чёрный король · g4 чёрная пешка · a3 белый слон · f3 чёрная ладья · g3 белая ладья · a2 чёрный слон · e2 белая пешка · a1 белый ферзь | b8 белый конь · f8 чёрная ладья · h8 чёрный слон · a7 белый король · b7 белая пешка · e7 белый конь · g7 чёрный ферзь · f6 белая пешка · g6 белая ладья · d5 чёрная пешка · e5 белая пешка · g5 чёрная пешка · a4 белый слон · c4 чёрный король · g4 чёрная пешка · a3 белый слон · f3 чёрная ладья · g3 белая ладья · a2 чёрный слон · e2 белая пешка · a1 белый ферзь | b8 белый конь · f8 чёрная ладья · h8 чёрный слон · a7 белый король · b7 белая пешка · e7 белый конь · g7 чёрный ферзь · f6 белая пешка · g6 белая ладья · d5 чёрная пешка · e5 белая пешка · g5 чёрная пешка · a4 белый слон · c4 чёрный король · g4 чёрная пешка · a3 белый слон · f3 чёрная ладья · g3 белая ладья · a2 чёрный слон · e2 белая пешка · a1 белый ферзь | b8 белый конь · f8 чёрная ладья · h8 чёрный слон · a7 белый король · b7 белая пешка · e7 белый конь · g7 чёрный ферзь · f6 белая пешка · g6 белая ладья · d5 чёрная пешка · e5 белая пешка · g5 чёрная пешка · a4 белый слон · c4 чёрный король · g4 чёрная пешка · a3 белый слон · f3 чёрная ладья · g3 белая ладья · a2 чёрный слон · e2 белая пешка · a1 белый ферзь | b8 белый конь · f8 чёрная ладья · h8 чёрный слон · a7 белый король · b7 белая пешка · e7 белый конь · g7 чёрный ферзь · f6 белая пешка · g6 белая ладья · d5 чёрная пешка · e5 белая пешка · g5 чёрная пешка · a4 белый слон · c4 чёрный король · g4 чёрная пешка · a3 белый слон · f3 чёрная ладья · g3 белая ладья · a2 чёрный слон · e2 белая пешка · a1 белый ферзь | b8 белый конь · f8 чёрная ладья · h8 чёрный слон · a7 белый король · b7 белая пешка · e7 белый конь · g7 чёрный ферзь · f6 белая пешка · g6 белая ладья · d5 чёрная пешка · e5 белая пешка · g5 чёрная пешка · a4 белый слон · c4 чёрный король · g4 чёрная пешка · a3 белый слон · f3 чёрная ладья · g3 белая ладья · a2 чёрный слон · e2 белая пешка · a1 белый ферзь | b8 белый конь · f8 чёрная ладья · h8 чёрный слон · a7 белый король · b7 белая пешка · e7 белый конь · g7 чёрный ферзь · f6 белая пешка · g6 белая ладья · d5 чёрная пешка · e5 белая пешка · g5 чёрная пешка · a4 белый слон · c4 чёрный король · g4 чёрная пешка · a3 белый слон · f3 чёрная ладья · g3 белая ладья · a2 чёрный слон · e2 белая пешка · a1 белый ферзь | b8 белый конь · f8 чёрная ладья · h8 чёрный слон · a7 белый король · b7 белая пешка · e7 белый конь · g7 чёрный ферзь · f6 белая пешка · g6 белая ладья · d5 чёрная пешка · e5 белая пешка · g5 чёрная пешка · a4 белый слон · c4 чёрный король · g4 чёрная пешка · a3 белый слон · f3 чёрная ладья · g3 белая ладья · a2 чёрный слон · e2 белая пешка · a1 белый ферзь | 7 |
| 6 | b8 белый конь · f8 чёрная ладья · h8 чёрный слон · a7 белый король · b7 белая пешка · e7 белый конь · g7 чёрный ферзь · f6 белая пешка · g6 белая ладья · d5 чёрная пешка · e5 белая пешка · g5 чёрная пешка · a4 белый слон · c4 чёрный король · g4 чёрная пешка · a3 белый слон · f3 чёрная ладья · g3 белая ладья · a2 чёрный слон · e2 белая пешка · a1 белый ферзь | b8 белый конь · f8 чёрная ладья · h8 чёрный слон · a7 белый король · b7 белая пешка · e7 белый конь · g7 чёрный ферзь · f6 белая пешка · g6 белая ладья · d5 чёрная пешка · e5 белая пешка · g5 чёрная пешка · a4 белый слон · c4 чёрный король · g4 чёрная пешка · a3 белый слон · f3 чёрная ладья · g3 белая ладья · a2 чёрный слон · e2 белая пешка · a1 белый ферзь | b8 белый конь · f8 чёрная ладья · h8 чёрный слон · a7 белый король · b7 белая пешка · e7 белый конь · g7 чёрный ферзь · f6 белая пешка · g6 белая ладья · d5 чёрная пешка · e5 белая пешка · g5 чёрная пешка · a4 белый слон · c4 чёрный король · g4 чёрная пешка · a3 белый слон · f3 чёрная ладья · g3 белая ладья · a2 чёрный слон · e2 белая пешка · a1 белый ферзь | b8 белый конь · f8 чёрная ладья · h8 чёрный слон · a7 белый король · b7 белая пешка · e7 белый конь · g7 чёрный ферзь · f6 белая пешка · g6 белая ладья · d5 чёрная пешка · e5 белая пешка · g5 чёрная пешка · a4 белый слон · c4 чёрный король · g4 чёрная пешка · a3 белый слон · f3 чёрная ладья · g3 белая ладья · a2 чёрный слон · e2 белая пешка · a1 белый ферзь | b8 белый конь · f8 чёрная ладья · h8 чёрный слон · a7 белый король · b7 белая пешка · e7 белый конь · g7 чёрный ферзь · f6 белая пешка · g6 белая ладья · d5 чёрная пешка · e5 белая пешка · g5 чёрная пешка · a4 белый слон · c4 чёрный король · g4 чёрная пешка · a3 белый слон · f3 чёрная ладья · g3 белая ладья · a2 чёрный слон · e2 белая пешка · a1 белый ферзь | b8 белый конь · f8 чёрная ладья · h8 чёрный слон · a7 белый король · b7 белая пешка · e7 белый конь · g7 чёрный ферзь · f6 белая пешка · g6 белая ладья · d5 чёрная пешка · e5 белая пешка · g5 чёрная пешка · a4 белый слон · c4 чёрный король · g4 чёрная пешка · a3 белый слон · f3 чёрная ладья · g3 белая ладья · a2 чёрный слон · e2 белая пешка · a1 белый ферзь | b8 белый конь · f8 чёрная ладья · h8 чёрный слон · a7 белый король · b7 белая пешка · e7 белый конь · g7 чёрный ферзь · f6 белая пешка · g6 белая ладья · d5 чёрная пешка · e5 белая пешка · g5 чёрная пешка · a4 белый слон · c4 чёрный король · g4 чёрная пешка · a3 белый слон · f3 чёрная ладья · g3 белая ладья · a2 чёрный слон · e2 белая пешка · a1 белый ферзь | b8 белый конь · f8 чёрная ладья · h8 чёрный слон · a7 белый король · b7 белая пешка · e7 белый конь · g7 чёрный ферзь · f6 белая пешка · g6 белая ладья · d5 чёрная пешка · e5 белая пешка · g5 чёрная пешка · a4 белый слон · c4 чёрный король · g4 чёрная пешка · a3 белый слон · f3 чёрная ладья · g3 белая ладья · a2 чёрный слон · e2 белая пешка · a1 белый ферзь | 6 |
| 5 | b8 белый конь · f8 чёрная ладья · h8 чёрный слон · a7 белый король · b7 белая пешка · e7 белый конь · g7 чёрный ферзь · f6 белая пешка · g6 белая ладья · d5 чёрная пешка · e5 белая пешка · g5 чёрная пешка · a4 белый слон · c4 чёрный король · g4 чёрная пешка · a3 белый слон · f3 чёрная ладья · g3 белая ладья · a2 чёрный слон · e2 белая пешка · a1 белый ферзь | b8 белый конь · f8 чёрная ладья · h8 чёрный слон · a7 белый король · b7 белая пешка · e7 белый конь · g7 чёрный ферзь · f6 белая пешка · g6 белая ладья · d5 чёрная пешка · e5 белая пешка · g5 чёрная пешка · a4 белый слон · c4 чёрный король · g4 чёрная пешка · a3 белый слон · f3 чёрная ладья · g3 белая ладья · a2 чёрный слон · e2 белая пешка · a1 белый ферзь | b8 белый конь · f8 чёрная ладья · h8 чёрный слон · a7 белый король · b7 белая пешка · e7 белый конь · g7 чёрный ферзь · f6 белая пешка · g6 белая ладья · d5 чёрная пешка · e5 белая пешка · g5 чёрная пешка · a4 белый слон · c4 чёрный король · g4 чёрная пешка · a3 белый слон · f3 чёрная ладья · g3 белая ладья · a2 чёрный слон · e2 белая пешка · a1 белый ферзь | b8 белый конь · f8 чёрная ладья · h8 чёрный слон · a7 белый король · b7 белая пешка · e7 белый конь · g7 чёрный ферзь · f6 белая пешка · g6 белая ладья · d5 чёрная пешка · e5 белая пешка · g5 чёрная пешка · a4 белый слон · c4 чёрный король · g4 чёрная пешка · a3 белый слон · f3 чёрная ладья · g3 белая ладья · a2 чёрный слон · e2 белая пешка · a1 белый ферзь | b8 белый конь · f8 чёрная ладья · h8 чёрный слон · a7 белый король · b7 белая пешка · e7 белый конь · g7 чёрный ферзь · f6 белая пешка · g6 белая ладья · d5 чёрная пешка · e5 белая пешка · g5 чёрная пешка · a4 белый слон · c4 чёрный король · g4 чёрная пешка · a3 белый слон · f3 чёрная ладья · g3 белая ладья · a2 чёрный слон · e2 белая пешка · a1 белый ферзь | b8 белый конь · f8 чёрная ладья · h8 чёрный слон · a7 белый король · b7 белая пешка · e7 белый конь · g7 чёрный ферзь · f6 белая пешка · g6 белая ладья · d5 чёрная пешка · e5 белая пешка · g5 чёрная пешка · a4 белый слон · c4 чёрный король · g4 чёрная пешка · a3 белый слон · f3 чёрная ладья · g3 белая ладья · a2 чёрный слон · e2 белая пешка · a1 белый ферзь | b8 белый конь · f8 чёрная ладья · h8 чёрный слон · a7 белый король · b7 белая пешка · e7 белый конь · g7 чёрный ферзь · f6 белая пешка · g6 белая ладья · d5 чёрная пешка · e5 белая пешка · g5 чёрная пешка · a4 белый слон · c4 чёрный король · g4 чёрная пешка · a3 белый слон · f3 чёрная ладья · g3 белая ладья · a2 чёрный слон · e2 белая пешка · a1 белый ферзь | b8 белый конь · f8 чёрная ладья · h8 чёрный слон · a7 белый король · b7 белая пешка · e7 белый конь · g7 чёрный ферзь · f6 белая пешка · g6 белая ладья · d5 чёрная пешка · e5 белая пешка · g5 чёрная пешка · a4 белый слон · c4 чёрный король · g4 чёрная пешка · a3 белый слон · f3 чёрная ладья · g3 белая ладья · a2 чёрный слон · e2 белая пешка · a1 белый ферзь | 5 |
| 4 | b8 белый конь · f8 чёрная ладья · h8 чёрный слон · a7 белый король · b7 белая пешка · e7 белый конь · g7 чёрный ферзь · f6 белая пешка · g6 белая ладья · d5 чёрная пешка · e5 белая пешка · g5 чёрная пешка · a4 белый слон · c4 чёрный король · g4 чёрная пешка · a3 белый слон · f3 чёрная ладья · g3 белая ладья · a2 чёрный слон · e2 белая пешка · a1 белый ферзь | b8 белый конь · f8 чёрная ладья · h8 чёрный слон · a7 белый король · b7 белая пешка · e7 белый конь · g7 чёрный ферзь · f6 белая пешка · g6 белая ладья · d5 чёрная пешка · e5 белая пешка · g5 чёрная пешка · a4 белый слон · c4 чёрный король · g4 чёрная пешка · a3 белый слон · f3 чёрная ладья · g3 белая ладья · a2 чёрный слон · e2 белая пешка · a1 белый ферзь | b8 белый конь · f8 чёрная ладья · h8 чёрный слон · a7 белый король · b7 белая пешка · e7 белый конь · g7 чёрный ферзь · f6 белая пешка · g6 белая ладья · d5 чёрная пешка · e5 белая пешка · g5 чёрная пешка · a4 белый слон · c4 чёрный король · g4 чёрная пешка · a3 белый слон · f3 чёрная ладья · g3 белая ладья · a2 чёрный слон · e2 белая пешка · a1 белый ферзь | b8 белый конь · f8 чёрная ладья · h8 чёрный слон · a7 белый король · b7 белая пешка · e7 белый конь · g7 чёрный ферзь · f6 белая пешка · g6 белая ладья · d5 чёрная пешка · e5 белая пешка · g5 чёрная пешка · a4 белый слон · c4 чёрный король · g4 чёрная пешка · a3 белый слон · f3 чёрная ладья · g3 белая ладья · a2 чёрный слон · e2 белая пешка · a1 белый ферзь | b8 белый конь · f8 чёрная ладья · h8 чёрный слон · a7 белый король · b7 белая пешка · e7 белый конь · g7 чёрный ферзь · f6 белая пешка · g6 белая ладья · d5 чёрная пешка · e5 белая пешка · g5 чёрная пешка · a4 белый слон · c4 чёрный король · g4 чёрная пешка · a3 белый слон · f3 чёрная ладья · g3 белая ладья · a2 чёрный слон · e2 белая пешка · a1 белый ферзь | b8 белый конь · f8 чёрная ладья · h8 чёрный слон · a7 белый король · b7 белая пешка · e7 белый конь · g7 чёрный ферзь · f6 белая пешка · g6 белая ладья · d5 чёрная пешка · e5 белая пешка · g5 чёрная пешка · a4 белый слон · c4 чёрный король · g4 чёрная пешка · a3 белый слон · f3 чёрная ладья · g3 белая ладья · a2 чёрный слон · e2 белая пешка · a1 белый ферзь | b8 белый конь · f8 чёрная ладья · h8 чёрный слон · a7 белый король · b7 белая пешка · e7 белый конь · g7 чёрный ферзь · f6 белая пешка · g6 белая ладья · d5 чёрная пешка · e5 белая пешка · g5 чёрная пешка · a4 белый слон · c4 чёрный король · g4 чёрная пешка · a3 белый слон · f3 чёрная ладья · g3 белая ладья · a2 чёрный слон · e2 белая пешка · a1 белый ферзь | b8 белый конь · f8 чёрная ладья · h8 чёрный слон · a7 белый король · b7 белая пешка · e7 белый конь · g7 чёрный ферзь · f6 белая пешка · g6 белая ладья · d5 чёрная пешка · e5 белая пешка · g5 чёрная пешка · a4 белый слон · c4 чёрный король · g4 чёрная пешка · a3 белый слон · f3 чёрная ладья · g3 белая ладья · a2 чёрный слон · e2 белая пешка · a1 белый ферзь | 4 |
| 3 | b8 белый конь · f8 чёрная ладья · h8 чёрный слон · a7 белый король · b7 белая пешка · e7 белый конь · g7 чёрный ферзь · f6 белая пешка · g6 белая ладья · d5 чёрная пешка · e5 белая пешка · g5 чёрная пешка · a4 белый слон · c4 чёрный король · g4 чёрная пешка · a3 белый слон · f3 чёрная ладья · g3 белая ладья · a2 чёрный слон · e2 белая пешка · a1 белый ферзь | b8 белый конь · f8 чёрная ладья · h8 чёрный слон · a7 белый король · b7 белая пешка · e7 белый конь · g7 чёрный ферзь · f6 белая пешка · g6 белая ладья · d5 чёрная пешка · e5 белая пешка · g5 чёрная пешка · a4 белый слон · c4 чёрный король · g4 чёрная пешка · a3 белый слон · f3 чёрная ладья · g3 белая ладья · a2 чёрный слон · e2 белая пешка · a1 белый ферзь | b8 белый конь · f8 чёрная ладья · h8 чёрный слон · a7 белый король · b7 белая пешка · e7 белый конь · g7 чёрный ферзь · f6 белая пешка · g6 белая ладья · d5 чёрная пешка · e5 белая пешка · g5 чёрная пешка · a4 белый слон · c4 чёрный король · g4 чёрная пешка · a3 белый слон · f3 чёрная ладья · g3 белая ладья · a2 чёрный слон · e2 белая пешка · a1 белый ферзь | b8 белый конь · f8 чёрная ладья · h8 чёрный слон · a7 белый король · b7 белая пешка · e7 белый конь · g7 чёрный ферзь · f6 белая пешка · g6 белая ладья · d5 чёрная пешка · e5 белая пешка · g5 чёрная пешка · a4 белый слон · c4 чёрный король · g4 чёрная пешка · a3 белый слон · f3 чёрная ладья · g3 белая ладья · a2 чёрный слон · e2 белая пешка · a1 белый ферзь | b8 белый конь · f8 чёрная ладья · h8 чёрный слон · a7 белый король · b7 белая пешка · e7 белый конь · g7 чёрный ферзь · f6 белая пешка · g6 белая ладья · d5 чёрная пешка · e5 белая пешка · g5 чёрная пешка · a4 белый слон · c4 чёрный король · g4 чёрная пешка · a3 белый слон · f3 чёрная ладья · g3 белая ладья · a2 чёрный слон · e2 белая пешка · a1 белый ферзь | b8 белый конь · f8 чёрная ладья · h8 чёрный слон · a7 белый король · b7 белая пешка · e7 белый конь · g7 чёрный ферзь · f6 белая пешка · g6 белая ладья · d5 чёрная пешка · e5 белая пешка · g5 чёрная пешка · a4 белый слон · c4 чёрный король · g4 чёрная пешка · a3 белый слон · f3 чёрная ладья · g3 белая ладья · a2 чёрный слон · e2 белая пешка · a1 белый ферзь | b8 белый конь · f8 чёрная ладья · h8 чёрный слон · a7 белый король · b7 белая пешка · e7 белый конь · g7 чёрный ферзь · f6 белая пешка · g6 белая ладья · d5 чёрная пешка · e5 белая пешка · g5 чёрная пешка · a4 белый слон · c4 чёрный король · g4 чёрная пешка · a3 белый слон · f3 чёрная ладья · g3 белая ладья · a2 чёрный слон · e2 белая пешка · a1 белый ферзь | b8 белый конь · f8 чёрная ладья · h8 чёрный слон · a7 белый король · b7 белая пешка · e7 белый конь · g7 чёрный ферзь · f6 белая пешка · g6 белая ладья · d5 чёрная пешка · e5 белая пешка · g5 чёрная пешка · a4 белый слон · c4 чёрный король · g4 чёрная пешка · a3 белый слон · f3 чёрная ладья · g3 белая ладья · a2 чёрный слон · e2 белая пешка · a1 белый ферзь | 3 |
| 2 | b8 белый конь · f8 чёрная ладья · h8 чёрный слон · a7 белый король · b7 белая пешка · e7 белый конь · g7 чёрный ферзь · f6 белая пешка · g6 белая ладья · d5 чёрная пешка · e5 белая пешка · g5 чёрная пешка · a4 белый слон · c4 чёрный король · g4 чёрная пешка · a3 белый слон · f3 чёрная ладья · g3 белая ладья · a2 чёрный слон · e2 белая пешка · a1 белый ферзь | b8 белый конь · f8 чёрная ладья · h8 чёрный слон · a7 белый король · b7 белая пешка · e7 белый конь · g7 чёрный ферзь · f6 белая пешка · g6 белая ладья · d5 чёрная пешка · e5 белая пешка · g5 чёрная пешка · a4 белый слон · c4 чёрный король · g4 чёрная пешка · a3 белый слон · f3 чёрная ладья · g3 белая ладья · a2 чёрный слон · e2 белая пешка · a1 белый ферзь | b8 белый конь · f8 чёрная ладья · h8 чёрный слон · a7 белый король · b7 белая пешка · e7 белый конь · g7 чёрный ферзь · f6 белая пешка · g6 белая ладья · d5 чёрная пешка · e5 белая пешка · g5 чёрная пешка · a4 белый слон · c4 чёрный король · g4 чёрная пешка · a3 белый слон · f3 чёрная ладья · g3 белая ладья · a2 чёрный слон · e2 белая пешка · a1 белый ферзь | b8 белый конь · f8 чёрная ладья · h8 чёрный слон · a7 белый король · b7 белая пешка · e7 белый конь · g7 чёрный ферзь · f6 белая пешка · g6 белая ладья · d5 чёрная пешка · e5 белая пешка · g5 чёрная пешка · a4 белый слон · c4 чёрный король · g4 чёрная пешка · a3 белый слон · f3 чёрная ладья · g3 белая ладья · a2 чёрный слон · e2 белая пешка · a1 белый ферзь | b8 белый конь · f8 чёрная ладья · h8 чёрный слон · a7 белый король · b7 белая пешка · e7 белый конь · g7 чёрный ферзь · f6 белая пешка · g6 белая ладья · d5 чёрная пешка · e5 белая пешка · g5 чёрная пешка · a4 белый слон · c4 чёрный король · g4 чёрная пешка · a3 белый слон · f3 чёрная ладья · g3 белая ладья · a2 чёрный слон · e2 белая пешка · a1 белый ферзь | b8 белый конь · f8 чёрная ладья · h8 чёрный слон · a7 белый король · b7 белая пешка · e7 белый конь · g7 чёрный ферзь · f6 белая пешка · g6 белая ладья · d5 чёрная пешка · e5 белая пешка · g5 чёрная пешка · a4 белый слон · c4 чёрный король · g4 чёрная пешка · a3 белый слон · f3 чёрная ладья · g3 белая ладья · a2 чёрный слон · e2 белая пешка · a1 белый ферзь | b8 белый конь · f8 чёрная ладья · h8 чёрный слон · a7 белый король · b7 белая пешка · e7 белый конь · g7 чёрный ферзь · f6 белая пешка · g6 белая ладья · d5 чёрная пешка · e5 белая пешка · g5 чёрная пешка · a4 белый слон · c4 чёрный король · g4 чёрная пешка · a3 белый слон · f3 чёрная ладья · g3 белая ладья · a2 чёрный слон · e2 белая пешка · a1 белый ферзь | b8 белый конь · f8 чёрная ладья · h8 чёрный слон · a7 белый король · b7 белая пешка · e7 белый конь · g7 чёрный ферзь · f6 белая пешка · g6 белая ладья · d5 чёрная пешка · e5 белая пешка · g5 чёрная пешка · a4 белый слон · c4 чёрный король · g4 чёрная пешка · a3 белый слон · f3 чёрная ладья · g3 белая ладья · a2 чёрный слон · e2 белая пешка · a1 белый ферзь | 2 |
| 1 | b8 белый конь · f8 чёрная ладья · h8 чёрный слон · a7 белый король · b7 белая пешка · e7 белый конь · g7 чёрный ферзь · f6 белая пешка · g6 белая ладья · d5 чёрная пешка · e5 белая пешка · g5 чёрная пешка · a4 белый слон · c4 чёрный король · g4 чёрная пешка · a3 белый слон · f3 чёрная ладья · g3 белая ладья · a2 чёрный слон · e2 белая пешка · a1 белый ферзь | b8 белый конь · f8 чёрная ладья · h8 чёрный слон · a7 белый король · b7 белая пешка · e7 белый конь · g7 чёрный ферзь · f6 белая пешка · g6 белая ладья · d5 чёрная пешка · e5 белая пешка · g5 чёрная пешка · a4 белый слон · c4 чёрный король · g4 чёрная пешка · a3 белый слон · f3 чёрная ладья · g3 белая ладья · a2 чёрный слон · e2 белая пешка · a1 белый ферзь | b8 белый конь · f8 чёрная ладья · h8 чёрный слон · a7 белый король · b7 белая пешка · e7 белый конь · g7 чёрный ферзь · f6 белая пешка · g6 белая ладья · d5 чёрная пешка · e5 белая пешка · g5 чёрная пешка · a4 белый слон · c4 чёрный король · g4 чёрная пешка · a3 белый слон · f3 чёрная ладья · g3 белая ладья · a2 чёрный слон · e2 белая пешка · a1 белый ферзь | b8 белый конь · f8 чёрная ладья · h8 чёрный слон · a7 белый король · b7 белая пешка · e7 белый конь · g7 чёрный ферзь · f6 белая пешка · g6 белая ладья · d5 чёрная пешка · e5 белая пешка · g5 чёрная пешка · a4 белый слон · c4 чёрный король · g4 чёрная пешка · a3 белый слон · f3 чёрная ладья · g3 белая ладья · a2 чёрный слон · e2 белая пешка · a1 белый ферзь | b8 белый конь · f8 чёрная ладья · h8 чёрный слон · a7 белый король · b7 белая пешка · e7 белый конь · g7 чёрный ферзь · f6 белая пешка · g6 белая ладья · d5 чёрная пешка · e5 белая пешка · g5 чёрная пешка · a4 белый слон · c4 чёрный король · g4 чёрная пешка · a3 белый слон · f3 чёрная ладья · g3 белая ладья · a2 чёрный слон · e2 белая пешка · a1 белый ферзь | b8 белый конь · f8 чёрная ладья · h8 чёрный слон · a7 белый король · b7 белая пешка · e7 белый конь · g7 чёрный ферзь · f6 белая пешка · g6 белая ладья · d5 чёрная пешка · e5 белая пешка · g5 чёрная пешка · a4 белый слон · c4 чёрный король · g4 чёрная пешка · a3 белый слон · f3 чёрная ладья · g3 белая ладья · a2 чёрный слон · e2 белая пешка · a1 белый ферзь | b8 белый конь · f8 чёрная ладья · h8 чёрный слон · a7 белый король · b7 белая пешка · e7 белый конь · g7 чёрный ферзь · f6 белая пешка · g6 белая ладья · d5 чёрная пешка · e5 белая пешка · g5 чёрная пешка · a4 белый слон · c4 чёрный король · g4 чёрная пешка · a3 белый слон · f3 чёрная ладья · g3 белая ладья · a2 чёрный слон · e2 белая пешка · a1 белый ферзь | b8 белый конь · f8 чёрная ладья · h8 чёрный слон · a7 белый король · b7 белая пешка · e7 белый конь · g7 чёрный ферзь · f6 белая пешка · g6 белая ладья · d5 чёрная пешка · e5 белая пешка · g5 чёрная пешка · a4 белый слон · c4 чёрный король · g4 чёрная пешка · a3 белый слон · f3 чёрная ладья · g3 белая ладья · a2 чёрный слон · e2 белая пешка · a1 белый ферзь | 1 |
|   | a | b | c | d | e | f | g | h |   |

Мат в 3 хода
Решение:
 
1.Крa6! угроза 2.Сb5+ Крb3 3.Фb2#
 
1...Л8:f6+ 2.Кbc6 угроза 3.Фd4#
 
2...Л6f4 3.Кa5#
 
1...Л3:f6+ 2.Сc6 угроза 3.Фc3#
 
2...Лf3 3.С:d5#
 
1...Ф:f6+ 2.Кec6 угроза 3.Фd4#
 
2...Ф:e5/Фf4 3.Кa5#
 
(1...Л:a3 2.Л:g4+ d4 3.Ф:d4#)
Белый король идёт под три шаха, которые объявляются с одного и того же поля. Защищаясь от шахов, белые на одном и том же поле связывают свои фигуры, которые чёрные затем развязывают. 